# Lü (familienaam)
Lü (吕) is een Chinese familienaam en wordt in Standaardmandarijn uitgesproken als 'Luu'. In Hongkong wordt deze naam door HK-romanisatie geromaniseerd als Lui. Lü (吕) staat op de 22e plaats in de Baijiaxing. Deze naam is niet te verwarren met de familienaam Lü (禄) die minder vaak voor komt.
In de Chinese provincie Jiangxi staat deze naam op de 76e plaats van meestvoorkomende familienamen daar.
- Vietnamees: Lữ of Lã

## Bekende personen met de naam 吕
- Annette Lu
- Lü Bicheng
- Lü Bu
- Lü Buwei
- Lü Dai
- Lü Dongbin
- Lü Fan
- David Lui Fong
- Lü Gong
- Lü Guang
- Lü Ju
- Lü Kai
- Lü Kuang
- Lü Lingqi
- Lü Long
- Lü Meng
- Ray Lui
- Lü Shao
- Lü Wang (alias Jiang Ziya)
- Lü Weihuang
- Lü Xiang
- Lü Zhengcao
- Lü Zuan
- Lü Zhi